# Żółw brunatny
Żółw brunatny (Manouria emys) – gatunek gada z podrzędu żółwi skrytoszyjnych z rodziny żółwi lądowych (Testudinidae).
Podgatunki
Wyróżnia się dwa podgatunki:
- Manouria emys emys (Schlegel & Müller, 1844)
- Manouria emys phayeri (Blyth, 1854)

WystępowaniePołudniowa i południowo-wschodnia Azja – od północno-wschodnich Indii i Bangladeszu przez Mjanmę i Półwysep Malajski, aż po wyspy Sumatra i Borneo. Stwierdzenia z Laosu, Wietnamu i południowych Chin dotyczą Manouria impressa lub osobników pochodzących z handlu.
ŚrodowiskoWilgotne lasy. Zazwyczaj występuje w przedziale wysokości 600–1500 m n.p.m.
OdżywianieWszystkożerny. Zjada głównie materiał roślinny, w tym pędy bambusa, bulwy i inną soczystą roślinność; także bezkręgowce i żaby.
Status zagrożenia i ochronaW Czerwonej księdze gatunków zagrożonych Międzynarodowej Unii Ochrony Przyrody i Jej Zasobów gatunek ten został zaliczony do kategorii CR (ang. critically endangered – krytycznie zagrożony). W większości zasięgu występowania jest on rzadki lub bardzo rzadki. Jest ujęty w załączniku II CITES i aneksie B UE.